# بیات کرد
بیاتِ کُرد یا کردِ بیات نام یکی از آوازهای موسیقی ایرانی است که از متعلقات دستگاه شور دانسته می‌شود. این آواز نزدیکی زیادی با آواز دشتی دارد و در برخی از ردیف‌ها، جزئی از دشتی دانسته شده‌است اما در برخی ردیف‌های دیگر تنها به عنوان یک گوشه از دستگاه شور یا آواز دشتی مطرح می‌شود. بیات کرد احتمالاً ریشه در کردستان دارد. از نظر ردیف‌شناختی بیات کرد شباهت‌های زیادی با دشتی دارد ولی برخلاف دشتی درجهٔ پنجم شور در آن متغیر نیست و نت آغاز هم در آن به جای درجهٔ سوم بر درجهٔ چهارم شور استوار است.

## تاریخچه
در موسیقی قدیم ایران، بیات کرد مقام زنگوله دارای دو شعبه با نام‌های چهارگاه و عُزّال بود که چهارگاه خود دو گوشه با نام‌های حجاز مخالف و بیات کرد داشت. پس از تحول مقام به دستگاه نام بیات کرد برای یکی از گوشه‌های دستگاه شور به کار رفت، چنان‌که فرصت شیرازی در بحورالالحان از آن به عنوان بیست و هشتمین گوشهٔ شور نام برده‌است. اما علینقی وزیری بیات کرد را به عنوان گوشه‌ای از آواز دشتی طبقه‌بندی کرد. نام بیات کرد احتمالاً اشاره به این دارد که این آواز از منطقهٔ کردستان ریشه می‌گیرد و وزیری نیز گفته که نوعی موسیقی مشابه در کردستان خوانده و نواخته می‌شود. در موسیقی عربی نیز چند مقام فرعی وجود دارند که نامشان به ریشه داشتن در کردستان اشاره دارد (از جمله کُردانیه، حجاز کردی، حصار کردی و نوای کردی). برونو نتل نیز در ردیف‌های موسیقی ایرانی از گوشه‌هایی با نام کردی، کردِ بیات و پنجهٔ کرد یاد می‌کند و آن‌ها را معادل بیات کرد می‌داند. نام کُردِ بیات نیز گاهی برای این آواز به کار رفته‌است.
پیشوند «بیات» (که در نام آوازهای دیگری همچون بیات ترک و بیات اصفهان نیز به کار می‌رود) ممکن است مخفف «ابیات» باشد. بیاتی‌خوانی نیز به معنای خواندن دوبیتی‌های عاشقانه تعریف شده‌است. همچنین محمدتقی مسعودیه نام بیات کرد را مرتبط با مقام بیاتی، و مهدی برکشلی آن را مرتبط با مقام کردی دانسته‌اند اگر چه این ارتباط اثبات نشده‌است. مسعودیه همچنین خاستگاه آواز بیات کرد را در فرهنگ موسیقایی قوم «کرد البیات» که ساکن عراق هستند می‌داند. اگر رابطهٔ بین بیات کرد و مقام بیاتی اصالت داشته باشد، می‌توان نتیجه گرفت که سابقهٔ آن به حدود قرن هشتم هجری بر می‌گردد چرا که عبدالقادر مراغی در مقاصد الالحان نام بیاتی را در بین شبعات بیست‌وچهارگانه آورده‌است؛ در غیر این صورت، سابقهٔ آن به اواخر دورهٔ صفویه و اوایل دورهٔ قاجاریه برمی‌گردد، چنان‌که در آثاری همچون رسالهٔ بهجت الروح و کلیات یوسفی نام بیات کرد در میان اسامی ۴۸ گوشه مشاهده می‌شود.

## تحلیل ردیف

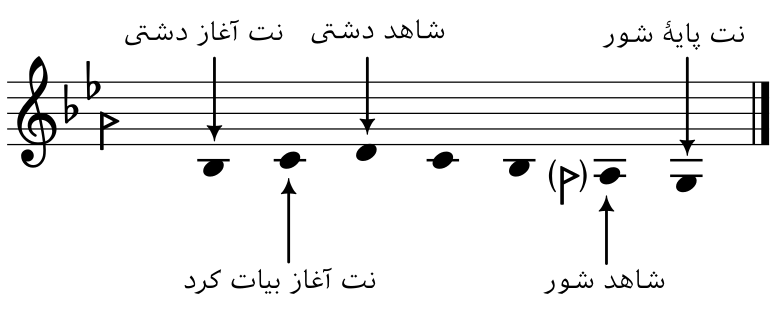
مختصات آواز بیات کرد بر پایهٔ شورِ سُل؛ درجهٔ چهارم شور نت آغاز بیات کرد است، و سایر درجات مانند آواز دشتی است (درجهٔ پنجم شور نت شاهد است و نت ایست نهایی هم نت پایهٔ شور است).

بیات کرد در برخی ردیف‌ها یک آواز مجزا دانسته می‌شود. در ردیف میرزاعبدالله بیات کرد به عنوان یکی از پنج آواز موسیقی ایرانی آمده‌است. داریوش طلایی نیز در کتاب تحلیل ردیف بیات کرد را به عنوان یک آواز مستقل طبقه‌بندی کرده‌است. اما بسیاری منابع دیگر آن را یک آواز مستقل ندانسته‌اند و این که چرا بیات کرد (برخلاف مثلاً افشاری) جزو آوازها برشمرده نشده نیز معمولاً بدون پاسخ قانع‌کننده مانده‌است.
مهدی برکشلی بیات کرد را به عنوان یکی از گوشه‌های آواز دشتی (از متعلقات دستگاه شور) برمی‌شمارد که برخلافِ خود آواز دشتی نت آغازش در درجهٔ چهارم شور است و نه درجهٔ سوم آن. فرهاد فخرالدینی نیز بیات کرد را جزء گوشه‌های دشتی طبقه‌بندی کرده‌است و معتقد است که از گوشه‌هایی همچون بیات کرد، سَمَلی و عُشّاق برای تنوع بخشیدن به آواز دشتی و رفع یکنواختی آن استفاده می‌شود. همچنین در توضیح گوشه بوسلیک در دستگاه شور، فخرالدینی اشاره می‌کند که فرود بوسلیک به محور اصلی شور از طریق گوشه‌هایی نظیر دوبیتی، خارا یا بیات کرد صورت می‌گیرد. (شایان توجه است که نت شاهد بوسلیک منطبق است بر درجهٔ یازدهم شور، که خود یک اکتاو بالاتر از درجهٔ چهارم شور است که نت آغاز بیات کرد است). درجهٔ پنجم شور که نت شاهد آواز دشتی است، در بیات کرد نیز نت شاهد است با این تفاوت که برخلاف آواز دشتی، این درجه نت متغیر نیست. درجهٔ دوم شور، نت ایست موقت بیات کرد است، اما توقف نهایی آن (چه زمانی که در چارچوب دستگاه شور اجرا شود و چه زمانی که در چارچوب آواز دشتی) در نت پایهٔ شور خواهد بود. زمانی که بیات کرد در اکتاو بالاتر اجرا شود، درجهٔ نهم شور (یک اکتاو بالاتر از نت شاهد شور) ممکن است یک ربع پرده پایین آورده شود (مثلاً در شورِ سل، از لا کرن به لا بمل تغییر یابد).
هرمز فرهت نیز از بیات کرد به عنوان یکی از گوشه‌های اصلی دستگاه شور نام می‌برد، و آن را یکی از خاص‌ترین و مستقل‌ترین گوشه‌های این دستگاه می‌نامد. فرهت به این نکته که برخی موسیقی‌دانان بیات کرد را آوازی جداگانه می‌دانند اشاره کرده‌است ولی از آنجا که بیات کرد فقط در دستگاه شور یا آواز دشتی (که از متعلقات شور است) اجرا می‌شود، آن را شایستهٔ این که مدخلی مجزا میان مجموعهٔ دوازده‌تایی دستگاه‌ها و آوازها داشته باشد، نمی‌داند. وی همچنین اشاره می‌کند که دو گوشهٔ «راهِ روح» و «مجلس‌افروز» نیز گاهی در دنبالهٔ بیات کرد اجرا می‌شوند اما شباهت ساختاری آن‌ها با بیات کرد را در حدی می‌داند که توصیف مجزای آن‌ها ضروری نیست. برونو نتل هم از بیات کرد در کنار شوشتری به عنوان گوشه‌هایی که معمولاً مستقل اجرا می‌شوند و ممکن است در حال تبدیل‌شدن به دستگاهی مستقل باشند نام می‌برد. وی همچنین به نقل از منوچهر صادقی بیات کرد را یکی از گوشه‌های اصلی دستگاه شور تلقی کرده‌است (اگر چه ذکر آن در ردیف شور را به اندازهٔ گوشه‌های دیگری نظیر حسینی و گلریز رایج نیافته بود) و طبقه‌بندی کردن آن به عنوان یک آواز مستقل را غیرعادی دانسته‌است. وی همچنین بیات کرد را یکی از معدود گوشه‌های دستگاه شور دانسته که در دستگاه‌های دیگر نیز یافت می‌شود (در کنار دوبیتی، قرچه، رهاوی، حسینی و عُزّال).
اوج آواز بیات کرد تقریباً مشابه گوشه عشاق است. از گوشهٔ عشاق برای اوج آواز ابوعطا هم (که آن نیز از متعلقات شور است) استفاده می‌شود.

## نمونه‌ها
تصنیف «سنگ خارا» به آهنگسازی علی تجویدی و خوانندگی مرضیه با شعری از معینی کرمانشاهی نمونه‌ای از آواز بیات کرد است.